# Solbergfjorden
Solbergfjorden es un fiordo en el sudeste de la isla de Senja, en el condado de Troms og Finnmark, Noruega. Se extiende por los municipios de Tranøy, Dyrøy, Sørreisa y Lenvik. Se extiende por 27 km de largo en dirección al Vågsfjorden en el suroeste y en los fiordos Finnfjorden y Reisafjorden. Vangsvik es uno de los asentamientos más grandes que hay a lo largo del Solbergfjorden.